# Xavier Bertrand
Xavier Bertrand (Châlons-en-Champagne, Marne, 21 de março de 1965) é um político francês (UMP) e foi ministro do 'Trabalho, das Relações Sociais e da Solidaridade' desde  18 de maio de 2007, até 15 de Janeiro de 2009, no segundo governo de François Fillon.